# Nain et Géant
Nain et Géant je francouzský němý film z roku 1901. Režisérem je Georges Méliès (1861–1938). Film trvá necelou jednu minutu.

## Děj
Film zachycuje muže, jak se zdvojí na jednu větší a jednu menší tutéž osobu. Větší osoba se ještě zvětší a provokuje menší napodobeninu sama sebe. Nakonec se obě do sebe spojí, aby se krátce nato při odchodu mohly zase rozdělit a jít navzájem opačným směrem.